# Concavocephalus rubens
Espèce
Concavocephalus rubens est une espèce d'araignées aranéomorphes de la famille des Linyphiidae.

## Distribution
Cette espèce est endémique de Russie. Elle se rencontre en Sibérie de l'Évenkie à la Kolyma et de la Bouriatie à Sakhaline.

## Description
Les mâles mesurent de 2,10 à 2,20 mm et les femelles de 2,25 à 2,78 mm.

## Publication originale
- Eskov, 1989 : New monotypic genera of the spider family Linyphiidae (Aranei) from Siberia: Communication 1. Zoologičeskij Žurnal, vol. 68, no 9, p. 68-78.